# Patasola (fósil)
Patasola es un género extinto de primate platirrino que existió en América del Sur. La única especie descrita, Patasola magdalenae, se conoce a partir de un fragmento mandibular de un ejemplar juvenil procedente del sitio fosilífero La Venta, Colombia, en estratos del Mioceno de entre hace 13,7 y 12,5 millones de años.